# 이스케이프 슬립
《이스케이프 슬립》(200 Hours, Sleep No More)은 미국에서 제작된 필립 구즈먼 감독의 2017년 공포 영화이다. 브레어 그랜트 등이 주연으로 출연하였다.

## 출연

### 주연
- 브레어 그랜트
- 스티븐 엘리스